# Stanley Bate
Stanley Richard Bate (ur. 12 grudnia 1911 w Plymouth, zm. 19 października 1959 w Londynie) – brytyjski pianista i kompozytor.

## Życiorys
W latach 1932–1936 studiował w Royal College of Music w Londynie u Ralpha Vaughana Williamsa, R.O. Morrisa, Gordona Jacoba i Arthura Benjamina. Uzupełniające studia odbył w Berlinie u Paula Hindemitha i w Paryżu u Nadii Boulanger. W trakcie II wojny światowej koncertował w Stanach Zjednoczonych i Brazylii, po jej zakończeniu wrócił do Anglii. W 1938 roku poślubił Peggy Glanville-Hicks, z którą rozwiódł się w 1948 roku. Popełnił samobójstwo.

## Wybrane kompozycje
(na podstawie materiałów źródłowych)

### Utwory orkiestrowe
- III Symfonia (1940)
- Koncert na altówkę i orkiestrę (1946)
- Concerto grosso na fortepian i orkiestrę smyczkową (1952)
- Koncert na klawesyn i orkiestrę (1953)
- Koncert na wiolonczelę i orkiestrę (1953)
- IV Symfonia (1955)

### Balety
- Eros (1935)
- Goyescas (1937)
- Perseus (1938)
- Gap over Mill (1938)
- Highland Fling (1947)
- Troilus and Cressida (1948)
- Dance Variations (1948)